# Higuera de la Sierra
Higuera de la Sierra település Spanyolországban, Huelva tartományban. Higuera de la Sierra Zufre és Aracena községekkel határos. Lakosainak száma 1307 fő (2024).

## Népesség
A település népessége az utóbbi években az alábbiak szerint változott:
| Lakosok száma | 1269 | 1344 | 1361 | 1437 | 1407 | 1352 | 1317 | 1287 | 1326 | 1307 |
|               | 2001 | 2004 | 2006 | 2009 | 2011 | 2014 | 2016 | 2019 | 2021 | 2024 |